# Tweede Punische Oorlog
De Tweede Punische Oorlog (218 v.Chr. – 201 v.Chr.), ook wel de Hannibalse Oorlog, tussen Rome en Carthago was de belangrijkste van de drie Punische oorlogen en bracht Rome aan de rand van de afgrond. Was de Eerste Punische Oorlog vooral een maritieme, waarin de Romeinen voor het eerst ervaring met zeeslagen opdeden, de tweede werd geheel te land uitgevochten, waarbij veel grotere aantallen strijders betrokken waren en dus ook grotere verliezen geleden konden worden. Er zijn twee verslagen uit de oudheid bewaard gebleven, een van Livius en een van Polybius.

## Achtergrond
Het conflict was een gevolg van de aanhoudende rivaliteit tussen de voormalige Fenicische kolonie Carthago, die zich tot een toonaangevende mogendheid in de westelijke helft van de Middellandse Zee had ontwikkeld, en de Romeinse Republiek; deze omvatte indertijd nog slechts het Italiaanse schiereiland en de eilanden Sicilië, Sardinië en Corsica.
De rivier de Ebro in Hispania markeerde de grens tussen de Romeinse en de Carthaagse invloedssfeer. Rome verwierf echter de stad Saguntum, ten zuiden van de Ebro, als bondgenoot. Omdat dit een schending van het verdrag was, belegerde en veroverde de Carthaagse generaal Hannibal Barkas de stad, waarop Rome de uitlevering van Hannibal eiste. Toen de Carthaagse senaat dit weigerde, verklaarde Rome de oorlog aan Carthago.

## Geschiedenis
In de Eerste Punische Oorlog had Carthago zijn oorlogsvloot verloren en Hannibal bedacht een plan om Rome over land aan te vallen. Hij besloot om Italië binnen te vallen via de Alpen met een groot leger, dat o.a. over 120 krijgsolifanten beschikte. Hij beschikte ook over 2.000 Baleaarse slingeraars en ongeveer 88.000 infanteristen en 10.000 cavaleristen, grotendeels Numidische. Na een moeilijke tocht over de Pyreneeën, de Rhône en de Alpen (Col du Mont Cenis), waarbij een groot deel (naar schatting meer dan 1/3) van zijn leger en de meeste (Slechts 12 overleefden) olifanten verloren gingen, arriveerde hij in de Povlakte in Noord-Italië.
Aanvankelijk bracht hij de Romeinen verschrikkelijke nederlagen toe, waaronder de Slag bij de Trebia, de Slag bij het Trasimeense Meer en vooral de Slag bij Cannae, waar 8 legioenen werden vernietigd en 48.000 Romeinen sneuvelden. Hannibal was onbetwist een superieur veldheer, maar wat ook bijdroeg aan zijn successen was dat sommige bondgenoten van Rome in Italië en de pas veroverde Gallische gebieden in de Povlakte de strenge Romeinse overheersing beu waren en overliepen naar de Carthagers. Hannibal kreeg een blijvende plaats in het Romeinse bewustzijn. Hannibal ad portas! werd een staande uitdrukking voor dreigend gevaar.
Rome stond na de Slag bij Cannae in 216 v.Chr. aan de rand van de afgrond. Volgens Titus Livius zou Hannibals commandant van de ruiterij van het Numidische type Maharbal hem toen geadviseerd hebben om onmiddellijk naar Rome op te rukken. Omwille van het hoge aantal gewonden en doden in het Carthaagse leger, koos Hannibal voor een andere strategie. Met uitzondering van Capua en Tarente kozen weinig belangrijke Italiaanse steden de kant van Hannibal. De meeste bleven Rome trouw. Het eiland Sardinië kwam wel in opstand tegen Rome.
De Romeinen besloten toen, op advies van de veteraan uit de Eerste Punische Oorlog Quintus Fabius Maximus Cunctator (zijn bijnaam Cunctator, betekent de Aarzelende), die door de senaat tot dictator werd gekozen, en zijn belangrijkste generaal Publius Cornelius Scipio, Hannibal niet meer rechtstreeks aan te pakken maar zijn basis in Hispania te veroveren, waar zijn verse troepen en voorraden vandaan kwamen.
Dit werd de taak van Scipio. Na een aanvankelijk aarzelend offensief kwam de verovering hiervan op gang. De Carthaagse bevelhebbers in Hispania waren niet zo briljant als Hannibal Barkas en Scipio wist de onderlinge onenigheden van die bevelhebbers en een opstand bij hun Numidische bondgenoten uit te buiten. Bovendien hadden de Romeinen nogal wat succes met het voor zich winnen van Iberische bondgenoten van de Carthagers.
In Italië begonnen de Romeinen ondertussen een uitputtingsoorlog; ze vermeden rechtstreekse confrontaties en legden zware straffen op aan verraderlijke steden en bondgenoten en verleenden steun aan steden die veelal tevergeefs belegerd werden door Hannibal. Aan het belegeren van de stad Rome is hij nooit toegekomen. In de loop van 15 jaar drongen de Romeinen Hannibal uiteindelijk in het defensief, vooral toen hij afgesneden raakte van Hispania en Carthago.
Na de beslissende Romeinse overwinning in de Slag bij Ilipa in Hispania, in 206 v.Chr., staken de Romeinen over naar Africa, versloegen een Carthaags leger in de slag bij de Bagradas en omsingelden de stad Carthago. De Carthaagse elite besloot om te onderhandelen met de Romeinen en riep ondertussen Hannibal terug naar Afrika.
Hij werd echter dicht bij zijn vaderstad verslagen in de Slag bij Zama Regia. Carthago besloot toen echte vredesonderhandelingen te beginnen. Hannibal bekleedde nog de functie van suffeet in Carthago, maar werd in 195 v.Chr. gedwongen te vluchten naar Syrië. Hij werd de rest van zijn leven achtervolgd door de Romeinen, totdat hij in Bithynië in 183 v.Chr. zelfmoord pleegde om gevangenneming door de Romeinen te voorkomen.

## Nasleep
Carthago's invloed werd door het vredesverdrag beperkt tot de Noord-Tunesië en het moest zich onder het bewind van de Romeinen schikken, hetgeen betekende dat Carthago zich niet eens mochten bewapenen tegen hun voormalige Numidische bondgenoten, die waren overgelopen naar de Romeinen.
De Romeinse senator Cato (234 – 149 v.Chr.) vond het gevaar van Carthago, ondanks deze nederlaag, nog steeds zo groot dat hij elke redevoering voor de Romeinse senaat eindigde met de zin:
Ceterum censeo Carthaginem esse delendam (En overigens blijf ik van mening dat Carthago vernietigd moet worden)
Cato kreeg uiteindelijk zijn zin in de Derde Punische Oorlog, waarbij Carthago inderdaad grondig verwoest werd, al heeft hij het einde van die oorlog niet meer meegemaakt.
Eerste (264-241 v.Chr.) · Tweede (218-201 v.Chr.) · Derde (149-146 v.Chr.)